# José Maximino de Andrade Netto
José Maximino de Andrade Netto (20 de Setembro de 1913, Três Corações - 18 de Agosto de 1975, Campinas) foi um Coronel reformado da extinta Força Pública do Estado de São Paulo, atualmente conhecida como Polícia Militar do Estado de São Paulo. Ele foi expulso da corporação por não aderir ao Golpe Militar que derrubaria o então presidente, João Goulart, em 1964.
Era um militante do Partido Nacionalista Brasileiro (PNB) e do Partido Comunista Brasileiro (PCB). A sua prisão e morte foram consequências da “Operação Radar”, uma ação organizada pelo exército brasileiro no período da Ditadura Civil-Militar, que teve início em em 1973 e tinha como objetivo eliminar toda a direção do Partido Comunista Brasileiro. A perseguição ao partido só terminou no ano de 1976.

## Biografia
Filho de Odila de Andrade Netto e José Maximiano Netto, nasceu em Três Corações, cidade localizada na bacia do Rio Verde, a 287 km de Belo Horizonte, capital de Minas Gerais. José Maximino de Andrade Netto, radicou-se em Campinas, no interior paulista, onde se casou com Odacy Foekel. Iniciou sua vida adulta na carreira militar, tornando-se Coronel membro da Força Pública e firmou-se como oficial até o ano de 1964. O coronel reformado foi expulso da Força Pública do Estado de São Paulo no mesmo ano, quando recusou-se a aderir e apoiar o golpe militar que depôs o João Goulart.
A esposa de José, Odacy, afirmou que sempre notou certa aproximação de ideias nacionalistas e de cunho socialista vindas do marido, que teve atuação militante no Partido Nacionalista Brasileiro (PNB). Firmou-se logo após ser reformado como Coronel da polícia militar em 1973, no Partido Comunista Brasileiro (PCB), onde militou em prol da sua insatisfação com a repressão do estado e a falta de liberdade que a sociedade brasileira vivia no período da Ditadura.
Desde então, José Maximino passou a ser vigiado e perseguido pelos agentes de segurança do regime militar. Três anos depois, em 11 de Agosto de 1975, sob a acusação de militância no partido que era filiado, o PCB, foi abordado, sequestrado e preso em sua casa por agentes do DOI-CODI/SP, que na hora da abordagem se identificaram como membros do Exército Brasileiro. Era uma das fases da "Operação Radar", uma grande investida do governo, que visava dizimar o PCB. O oficial de 61 anos estava com a saúde debilitada e mesmo assim ficou preso e foi torturado por sete dias.
Após uma semana desaparecido, no dia 18 de agosto de 1975, José Maximino de Andrade Netto foi encontrado caído na frente de sua casa, em péssimas condições de saúde. Foi socorrido por familiares, amigos e vizinhos e compartilhou com a família o que havia ocorrido naquela semana. Em seu depoimento, horas antes de morrer, contou que foi cruelmente torturado, com choques nos órgãos genitais, pelos agentes do Destacamento de Operações de Informação - Centro de Operações de Defesa Interna.
Além disso, afirmou que ameaçaram sua família, caso ele contasse o que havia acontecido naquela semana e que o Coronel reformado tinha sorte, pois por conta de seu cargo, teria a chance de morrer em casa. José morreu horas depois de ser encontrado e levado ao Hospital Clinicor, em Campinas, e segundo o legista Alberto F. Piccolotto Naccaratto, em consequência de um infarto do miocárdio – cardiopatia isquêmica.

## Operação Radar
A Operação Radar foi deflagrada em 1973, era uma das grandes investidas do Exército Brasileiro, que visava dizimar o Partido Comunista Brasileiro (PCB), tanto que resultou na morte de 11 membros do Comitê Central do partido. Além disso, também destruíram as gráficas clandestinas e desmantelaram os diretórios estaduais do PCB. A Operação durou até 1976 e de acordo com a Revista IstoÉ, em uma reportagem veiculada em março de 2004, as diversas operações dentro da ofensiva prenderam 679 pessoas ao longo dos três anos de execução.
Entre as principais mortes que aconteceram ao longo da ofensiva do Estado, está o caso do Coronel reformado José Maximino de Andrade Netto, que ficou desaparecido por uma semana e não resistiu às torturas, sofrendo um infarto do miocárdio no dia 18 de agosto de 1975. Além dele, houve o caso do Tenente da reserva da Polícia Militar, José Francisco de Almeida, também conhecido como Piracaia, que era um dos militantes do PCB. Piracaia morreu no dia 8 de agosto de 1975, dez dias antes da morte do Coronel José Maximino, e foi em consequência da tortura que sofreu no DOI-CODI/SP. Assim como fizeram com o famoso jornalista, Vladmir Herzog, poucos meses depois, a morte do Tenente também foi encenada como enforcamento, na mesma cela e da mesma maneira que fizeram com o jornalista e, posteriormente, com o operário Manoel Fiel Filho.

## Morte e circunstâncias
Por volta das 22 horas do dia 11 de agosto de 1975, José Maximino de Andrade Netto foi abordado em sua residência (Rua Coronel Quirino, 448. Bairro Cambuí, Campinas - SP) por agentes vestidos em trajes civis, mas que se identificaram como membros do Exército brasileiro. Esses homens sequestraram o Coronel reformado e o levaram ao DOI-CODI/SP, onde o mantiveram preso e sob tortura. Após uma semana desaparecido, no dia 18 de agosto de 1975, o coronel reformado da polícia militar foi retirado do cárcere e abandonado à porta de sua casa pelos agentes, sendo largado à beira da morte, dado o estado de saúde gravíssimo por não ter resistido aos maus tratos sofridos.
José  foi encontrado caído, na calçada defronte sua casa, e foi atendido por familiares e amigos. A caminho do hospital explicou que havia sido preso, interrogado e barbaramente tortura do durante o período que estava desaparecido. Ele informou que agentes do DOI-CODI/SP o acertaram com diversos choques nos órgãos genitais enquanto era mantido no quartel. Ainda antes de morrer, Maximino informou que os agentes que o haviam deixado largado, deram ordens ameaçadoras para que jamais comentasse ou divulgasse o caso que acabara de viver para qualquer pessoa. A ameça do governo foi que, caso ele não seguisse às ordens, a família sofreria represálias após sua morte. Esses mesmos agentes alegaram, de forma cínica, que o Coronel reformado “tinha sorte na vida, pois, pelo fato de ser coronel da polícia militar, iria morrer em casa”.
O Cel. Maximino morreu horas após ser internado no Hospital Clinicor, em Campinas. Em seu atestado de óbito, assinado por Alberto F. Picolloto Macaratto, consta que a causa mortil foi um infarto do miocárdio – cardiopatia isquêmica.
Com a oficialização da morte de José Maximino de Andrade Netto, o Sargento aposentado da Policia Militar, Alberto de Castro Fernandes, foi designado pela corporação para acompanhar o velório e o enterro de Maximino e observar o que se comentava a respeito de movimentos comunistas e anotar as placas dos carros das pessoas presentes no local. Segundo o que o sargento declarou à Comissão da Verdade, seu Comandante na época informou que o Cel. Maximino havia sido preso “injustamente” e conduzido ao DOI-CODI, em São Paulo, onde teria sido torturado, e que ele “foi colocado na porta de sua casa, pelos agentes da repressão, quando souberam que ele iria morrer”.

## Comissão da Verdade
José Maximino de Andrade Netto foi reconhecido como morto político pela Comissão Especial de Mortos e Desaparecidos Políticos (CEMDP), do Ministério da Mulher, da Família e dos Direitos Humanos (MDH), em 1 de agosto de 1996. O caso foi publicado no Diário Oficial na União em 5 de agosto de 1996 no processo 205/96, sob a relatoria de Luis Francisco da Silva Carvalho.
As informações do seu caso, como o sequestro, desaparecimento e morte, já constavam no "Dossiê Ditadura: Mortos e Desaparecidos no Brasil (1964-1985).", documento organizado pela Comissão de Familiares de Mortos e Desaparecidos Políticos. Lá ele estava sob a coluna “outras mortes”, que era destinada a registrar óbitos que “de alguma forma estão vinculados à atuação da repressão”.
O caso do Cel. Maximino entrou para a Comissão de Anistia, que também pertence ao MDH e tem como objetivo reparar as vítimas de atos de exceção, ocorridos entre 1946 e 1988. Em um julgamento articulado pela Comissão em 13 de outubro de 2013, e publicado no Diário Oficial da União em 14 de janeiro de 2014, o militar foi declarado anistiado político post-mortem. Sua viúva, Odacy Foelkel Andrade Netto, recebeu indenização financeira a título reparatório, no valor de R$ 111.360,00 (cento e onze mil e trezentos e sessenta reais) que foi publicada no Diário Oficial da União em 8 de setembro de 1997.

## O processo na comissão
O relator do caso de José Maximino de Andrade Netto na CEMDP, foi Luís Francisco Carvalho Filho que enumerou todos os depoimentos colhidos pela autoridade judicial, sob compromisso legal. Um deles foi Salomão Galdino da Rocha, ex-policial militar, que afirmou ter sido preso e torturado no mesmo dia que José Maximino. Segundo Salomão, durante o interrogatório lhe fizeram perguntas sobre seu relacionamento com o Coronel. Além disso, ele contou que um dos carcereiros lhe informou que havia um Coronel preso no local, e o homem estava passando mal, tanto que, um médico teria determinado que o retirassem da prisão, pois ele estava morrendo.
Outro depoimento no processo é de Bráulio Mendes Nogueira, funcionário público aposentado, e segundo ele, José Maximino era um nacionalista convicto. Bráulio afirmou que foi visitá-lo quando soube que havia sido solto e o encontrou bastante ferido e sem condições de conversar, além disso, contou à Comissão Especial sobre Mortos e Desaparecidos Políticos (CEMDP), que o telefone da casa do Coronel tocava insistentemente, após sua morte, e quando era atendido ninguém se manifestava do outro lado da linha, o que na época foi entendido como ameaça à família do Cel. Maximino. Já a Irmã Salles disse que era amiga do Coronel desde a juventude e que também foi visitá-lo quando foi solto, encontrando-o com muitas escoriações em seu corpo. Informou que ele “tinha machucados nos pés”, sendo que o próprio José afirmou a ela que “havia apanhado muito e que havia levado choques pelo corpo, inclusive órgãos genitais”.
Já em um depoimento prestado no dia 22 de novembro de 2013, na 96.º Audiência Pública da Comissão da Verdade do Estado de São Paulo, sobre a resistência de militares à ditadura, o Tenente-Coronel aposentado, Osni Geraldo Santa Rosa, comprovou mais uma vez a presença de José Maximino de Andrade Netto no DOI/CODI II do Exército, justamente na semana que antecedeu sua morte. Presos na mesma cela, Osni pode testemunhar as marcas da tortura deixadas no corpo de Maximino, que na época estava com mais de sessenta anos de idade. Emocionado ao longo de seu depoimento, Osni lembrou o diálogo em que José Maximino dizia ter consciência que seria solto, mas que não resistiria aos ferimentos provocados na tortura.
Os depoimentos recolhidos sobre o caso do ex-militar, foram as peças-chave para considerar que a prisão de José Maximino estava relacionada com o processo de repressão aos militantes do Partido Comunista Brasileiro (PCB) em 1975. O relator, Luís Francisco Carvalho Filho, afirmou a existência de provas da motivação política, de sua prisão e das torturas sofridas. Ainda concluiu que as evidências apontavam para o fato de que o Coronel, já idoso, não ter resistido aos maus-tratos. E no momento em que sua morte pareceu inevitável, teria sido retirado do  cárcere e abandonado em frente à sua casa.
Por fim, no voto final do processo da Comissão Especial de Mortos e Desaparecidos Políticos, Luis Francisco da Silva Carvalho, concluiu que havia provas da perseguição política, à suposta militância no PCB, da prisão e da tortura sofridas por José Maximino de Andrade Netto. Neste voto, Luís afirmou que as evidências apontam causalidade entre a morte e a tortura sofrida no período de prisão ilegal.